# 徳武竜也
徳武 竜也（とくたけ たつや、1994年9月15日 - ）は、日本の元男性声優。長野県出身。かつてはWITH LINEに所属していた。
代表作に、『アイドルマスター SideM』（九十九一希）、『賭ケグルイ』（鈴井涼太）がある。

## 来歴
人前で何かすることが好きであり、小さい頃から学芸会で役を演じるのが好きだった。通っていた学校には演劇部がなく高校の学祭で劇をしていた時は立候補し、芝居好きだった。
昔からラジオが好きであり、中学時代は受験勉強をしながら聴いていた。色々番組を聴いているうちに、「面白い番組ってパーソナリティとスタッフの連携が取れているな」と感じ、「自分が出るというより面白いパーソナリティの人たちと関われるようになれたらいいな」と思った。
当初はラジオのディレクターのようなスタッフ側になろうとしていた。「やっぱり発信する側の気持ちも学んだほうがいいかな」とアミューズメントメディア総合学院声優タレント学科に入学。最初に目指したものに繋がるものを見いだせず、「別の道に行こうかどうしようか」と思っていた時に在学中のオーディションでのちに所属することになるWITH LINEに声をかけてもらって、声優を目指した。
2015年にドラマCD『saison automne 秋』で声優デビュー。
2016年に「ツキプロMusic Grand Prix 2016」に合格し、『ツキクラ』メンバーとして活動を開始。
2017年に『賭ケグルイ』（鈴井涼太役）で初のメインキャラクターを務めた。
2019年12月3日、同月31日をもって声優業を廃業することを事務所の公式サイトを通じて発表した。引退の発表前、同年6月24日には同年7月31日をもってメール配信サービス「チョクメ!」の配信を終了することが発表され、同年7月19日14時頃には徳武の公式Twitterアカウントの運営終了がスタッフによるツイートによって発表され、同日19時頃にアカウントが削除されていた。

## 人物
趣味は散歩、料理。

## 後任
徳武の引退に伴い、持ち役を引き継いだ声優は以下の通り。
| 後任       | 役名       | 概要作品                   | 後任の初担当作品                                |
| ---------- | ---------- | -------------------------- | ----------------------------------------------- |
| 比留間俊哉 | 九十九一希 | 『アイドルマスター SideM』 | 『アイドルマスター SideM』2020年1月28日更新以降 |
| 榎木淳弥   | 水梨新     | 『Death end re;Quest』     | 『Death end re;Quest2』                         |

## 出演
太字はメインキャラクター。

### テレビアニメ
2015年
- 櫻子さんの足下には死体が埋まっている（ケン）

2016年
- orange（男子生徒）
- ツキウタ。 THE ANIMATION（友人）
- TRICKSTER -江戸川乱歩「少年探偵団」より-（村田翔）

2017年
- 覆面系ノイズ（男子生徒1）
- 恋愛暴君（中鳥）
- 賭ケグルイ（2017年 - 2019年、鈴井涼太） - 2シリーズ
- デュエル・マスターズ（サメジマ）
- プリンセス・プリンシパル（兵士）
- アイドルマスター SideM（九十九一希）

2018年
- 刻刻（光浦）
- ハクメイとミコチ（ジュース屋）
- グラゼニ（箕川ノボル）
- アイドルマスター SideM 理由あってMini!（九十九一希）

### ゲーム
2015年
- 輝星のリベリオン（ヴィシュヌ）

2016年
- アイドルマスター SideM（2016年 - 2019年、九十九一希〈初代〉）
- 英国探偵ミステリア The Crown（ハーウッド）
- 激突!クラッシュファイト（スサノオ）

2017年
- A3!（万里の取り巻きA、通行人）
- グランドサマナーズ（ゾロアス）
- 幻想少女（孫権、于禁）
- パラノーマルキス -Paranormal Kiss-（針ヶ谷香衣斗、小鳥遊十和、天使宙）
- ツキノパラダイス（辰巳マキ）
- 一血卍傑-ONLINE-（ロキ）
- VBX ビボックス（草間大樹）
- アイドルマスター SideM LIVE ON ST@GE!（2017年 - 2020年、九十九一希〈初代〉）
- SKYOVER
- 幻獣契約クリプトラクト（ブラムス）
- スタレボ☆彡 88星座のアイドル革命（双木テラ）
- ドラゴンジェネシス -聖戦の絆-（アトス）
- CARAVAN STORIES（ジリアン）

2018年
- Death end re;Quest（水梨新）
- ダッシュ!（ロベルト）
- テリア・サーガ（アカマル、ロート）
- アンダーグラウンドシンフォニー
- OCTOPATH TRAVELER（マティアス）
- 幻獣契約クリプトラクト（ダンテ）
- 賭ケグルイ チーティングアロード（鈴井涼太）

2019年
- 乙女剣武蔵（2019年 - 2021年、永倉新八）

2020年
- 剣が刻（2020年 - 2022年、不動十王）

### ドラマCD
- saison（セゾン）automne〔オートヌ〕秋（2015年）
- Rigel vol.1 -encounter-（2017年、辰巳マキ）
- Rigel vol.2 -evolution-（2017年、辰巳マキ）
- Twinkling stars RED（2018年、辰巳マキ）
- キューピッドに落雷（2018年、穂高[32]）

### デジタルコミック
- 花にけだもの（2016年）
- 一礼して、キス（2017年、由木直潔）

### 吹き替え
- 沈黙の制裁（2015年）

### ラジオ
※はインターネット配信。
- ストロベリーセッション（2015年6月15日 - 2017年4月3日、ニコニコ生放送「花梨チャンネル」※）
- クトゥルフ神話TRPG 新米探索者が挑む！這い寄る影（2017年、ニコニコ生放送「クトゥルフ神話TRPGチャンネル」※）
- MAN TWO MONTH RADIO 徳武竜也改造計画（2017年、AG-ON Premium※・超!A&G+※）
- ポチとミケの賭ケグルイラジオ（2017年 - 2019年、HiBiKi Radio Station※）[33]
- ファミ通ゲーマーズβ（2017年 - 2018年、ニコニコ生放送「ファミ通ゲーマーズDXチャンネル」※）
- アイドルマスター SideM ラジオ 315プロNight!（2018年 - 2019年、ニコニコ生放送「アイドルマスターSideMラジオチャンネル」※）

### テレビ番組
- ツキプロch.（2016年）

### 映像商品
- アイドルマスター SideM シリーズ
  - THE IDOLM@STER SideM 2nd STAGE 〜ORIGIN@L STARS〜 Live Blu-ray
  - THE IDOLM@STER SideM GREETING TOUR 2017 〜BEYOND THE DREAM〜 LIVE Blu-ray
  - THE IDOLM@STER SideM 3rdLIVE TOUR 〜GLORIOUS ST@GE!〜 LIVE Blu-ray [Side MAKUHARI]
  - THE IDOLM@STER SideM 3rdLIVE TOUR 〜GLORIOUS ST@GE!〜 LIVE Blu-ray [Side SENDAI]
  - THE IDOLM@STER SideM PRODUCER MEETING 315 SP@RKLING TIME WITH ALL!!!
  - THE IDOLM@STER SideM 4th STAGE 〜TRE@SURE GATE〜 LIVE Blu-ray
- &6allein シリーズ
  - &6alleinの2/6! It's COOL!
  - &6alleinの6/6! Let's NURU NURU!
  - &6alleinの6/6! SEASON 2
  - &6allein 1st LIVE 「With You」
  - &6allein 2nd LIVE Choice“＆”Chance
- Steal Treasure Run!!
- ツキプロ シリーズ
  - ツキプロch. Vol.1 - 4
  - ツキプロch. シーズン2 Vol.1 - 4
  - 劇団アルタイル SPRING FESTIVAL 2017
- EVENT DVD MARINE SUPERNOVA 2018
- Rejet Fes.2019 ORIGIN

### その他コンテンツ
- 『ぼくらの選択』オーディオドラマ（2017年、相間主輝）
- 『星へ行く船』オーディオブック（2017年、大沢善行[34]）
- 『椿山課長の七日間』オーディオブック（2017年、義雄[35]）
- 『教場』オーディオブック（2018年、宮坂定[36]）

## ディスコグラフィ

### キャラクターソング
| 発売日   | 商品名                                                                          | 歌                                                                           | 楽曲                                                           | 備考                                                                     |
| 2016年   | 2016年                                                                          | 2016年                                                                       | 2016年                                                         | 2016年                                                                   |
| -------- | ------------------------------------------------------------------------------- | ---------------------------------------------------------------------------- | -------------------------------------------------------------- | ------------------------------------------------------------------------ |
| 10月26日 | THE IDOLM@STER SideM ST@RTING LINE -14 F-LAGS                                   | F-LAGS                                                                       | 「夢色VOYAGER」 「With…STORY」 「DRIVE A LIVE」                | ゲーム『アイドルマスター SideM』関連曲                                   |
| 2017年   |                                                                                 |                                                                              |                                                                |                                                                          |
| 2月1日   | Beyond The Dream                                                                | 315プロダクション所属アイドル                                                | 「Beyond The Dream」                                           | ゲーム『アイドルマスター SideM』テーマソング                             |
| 2月1日   | Beyond The Dream                                                                | 315プロダクション所属アイドル（インテリ）                                    | 「Beyond The Dream」                                           | ゲーム『アイドルマスター SideM』テーマソング                             |
| 2月15日  | Break It Down                                                                   | Rigel                                                                        | 「Break It Down」 「Ki-Ra-Ri☆」 「花言葉」                     | 『劇団アルタイル』関連曲                                                 |
| 9月6日   | THE IDOLM@STER SideM ORIGIN@L PIECES 07                                         | 九十九一希（徳武竜也）                                                       | 「…掲げよう、偽りなき自分を。」                                | ゲーム『アイドルマスター SideM』関連曲                                   |
| 2018年   |                                                                                 |                                                                              |                                                                |                                                                          |
| 2月14日  | THE IDOLM@STER SideM 3rd ANNIVERSARY DISC 02 FRAME & もふもふえん & F-LAGS      | F-LAGS                                                                       | 「♡Cupids!」                                                   | ゲーム『アイドルマスター SideM』関連曲                                   |
| 2月14日  | THE IDOLM@STER SideM 3rd ANNIVERSARY DISC 02 FRAME & もふもふえん & F-LAGS      | FRAME、もふもふえん、F-LAGS                                                  | 「Compass Gripper!!!」                                         | ゲーム『アイドルマスター SideM』関連曲                                   |
| 2月24日  | THE IDOLM@STER SideM 3rd ANNIVERSARY SOLO COLLECTION 02                         | 九十九一希（徳武竜也）                                                       | 「♡Cupids!」                                                   | ゲーム『アイドルマスター SideM』関連曲                                   |
| 3月14日  | 劇団アルタイル ソロシリーズコレクションアルバム -a galaxy of new stars-         | 辰巳マキ（徳武竜也）                                                         | 「Shiny Stars」                                                | 『劇団アルタイル』関連曲                                                 |
| 3月14日  | 劇団アルタイル ソロシリーズコレクションアルバム -a galaxy of new stars-         | 劇団アルタイル                                                               | 「集合写真」                                                   | 『劇団アルタイル』関連曲                                                 |
| 11月28日 | スタレボ☆彡 88星座のアイドル革命 THE BEST「STAR REVOLUTION」Vol.2               | ニコ★イチ                                                                    | 「Horoscope」 「恋のシャングリラ」                             | ゲーム『スタレボ☆彡 88星座のアイドル革命』関連曲                         |
| 12月19日 | THE IDOLM@STER SideM WakeMini! MUSIC COLLECTION 03                              | 315 STARS（インテリ Ver.）                                                   | 「POKER FAITH -ポーカーフェイス-」                             | テレビアニメ『アイドルマスター SideM 理由あってMini!』エンディングテーマ |
| 2019年   |                                                                                 |                                                                              |                                                                |                                                                          |
| 1月23日  | スタレボ☆彡 88星座のアイドル革命 THE BEST「STAR REVOLUTION」Vol.4               | ニコ★イチ                                                                    | 「WonderDisco」                                                | ゲーム『スタレボ☆彡 88星座のアイドル革命』関連曲                         |
| 3月15日  | THE IDOLM@STER SideM WakeMini! SOLO COLLECTION 03 INTELLIGENCE Ver.             | 九十九一希（徳武竜也）                                                       | 「POKER FAITH -ポーカーフェイス-」                             | テレビアニメ『アイドルマスター SideM 理由あってMini!』関連曲             |
| 5月10日  | THE IDOLM@STER SideM 4th ANNIVERSARY DISC「LIVE in your SMILE / DREAM JOURNEY」 | DRAMATIC STARS、Jupiter、Beit、High×Joker、Café Parade、もふもふえん、F-LAGS | 「DREAM JOURNEY」                                              | ゲーム『アイドルマスター SideM』関連曲                                   |
| 12月18日 | THE IDOLM@STER SideM 5th ANNIVERSARY DISC 01 PRIDE STAR                         | 315 ALLSTARS                                                                 | 「PRIDE STAR」 「DRIVE A LIVE」 「Reason!!」 「GLORIOUS RO@D」 | ゲーム『アイドルマスター SideM』関連曲                                   |
| 2020年   |                                                                                 |                                                                              |                                                                |                                                                          |
| 1月22日  | THE IDOLM@STER SideM 5th ANNIVERSARY DISC 02 DRAMATIC STARS&神速一魂&F-LAGS     | F-LAGS                                                                       | 「Waving FLAGS」                                               | ゲーム『アイドルマスター SideM』関連曲                                   |
| 1月22日  | THE IDOLM@STER SideM 5th ANNIVERSARY DISC 02 DRAMATIC STARS&神速一魂&F-LAGS     | DRAMATIC STARS、神速一魂、F-LAGS                                             | 「Fine Day! Find Way!」                                        | ゲーム『アイドルマスター SideM』関連曲                                   |
| 2月5日   | THE IDOLM@STER SideM WORLD TRE@SURE 12                                          | 桜庭薫（内田雄馬）、黒野玄武（深町寿成）、九十九一希（徳武竜也）             | 「Your Nobility」 「MEET THE WORLD!（UNITED KINGDOM Ver.）」   | ゲーム『アイドルマスター SideM LIVE ON ST@GE!』関連曲                    |

### その他参加楽曲
| 発売日         | 商品名          | 歌       | 楽曲 | 備考 |
| -------------- | --------------- | -------- | --- | ---- |
| 2017年6月9日   | UNLOCK☆START!!! | &6allein | 「UNLOCK☆START!!!」 「Color of melody」                                                                              |      |
| 2017年11月29日 | -LIVED-/A:LIVE  | &6allein | 「-LIVED-」 「A:LIVE」                                                                                               |      |
| 2018年4月4日   | With You        | &6allein | 「KISS or BANG!」 「-LIVED- 2018ver.」 「A:LIVE 2018ver.」 「Color of melody 2018ver.」 「UNLOCK☆START!!! 2018ver.」 |      |
| 2018年4月4日   | With You        | 徳武竜也 | 「Brand New World〜果てしない旅〜」                                                                                  |      |
| 2019年1月30日  | Part of Me      | &6allein | 「Part of Me」 「Choice“&”Chance」                                                                                   |      |

### ユニットメンバー
1. 1 2 3 4 5 6  秋月涼（三瓶由布子）、兜大吾（浦尾岳大）、九十九一希（徳武竜也）
2. 1 2  天ヶ瀬冬馬（寺島拓篤）、御手洗翔太（松岡禎丞）、伊集院北斗（神原大地）、天道輝（仲村宗悟）、桜庭薫（内田雄馬）、柏木翼（八代拓）、都築圭（土岐隼一）、神楽麗（永野由祐）、鷹城恭二（梅原裕一郎）、ピエール（堀江瞬）、渡辺みのり（高塚智人）、伊瀬谷四季（野上翔）、秋山隼人（千葉翔也）、若里春名（白井悠介）、冬美旬（永塚拓馬）、榊夏来（渡辺紘）、蒼井享介（山谷祥生）、蒼井悠介（菊池勇成）、硲道夫（伊東健人）、舞田類（榎木淳弥）、山下次郎（中島ヨシキ）、清澄九郎（中田祐矢）、猫柳キリオ（山下大輝）、華村翔真（バレッタ裕）、握野英雄（熊谷健太郎）、木村龍（濱健人）、信玄誠司（増元拓也）、紅井朱雀（益山武明）、黒野玄武（深町寿成）、神谷幸広（狩野翔）、東雲荘一郎（天﨑滉平）、アスラン＝ベルゼビュートII世（古川慎）、卯月巻緒（児玉卓也）、水嶋咲（小林大紀）、大河タケル（寺島惇太）、円城寺道流（濱野大輝）、牙崎漣（小松昌平）、岡村直央（矢野奨吾）、橘志狼（古畑恵介）、姫野かのん（村瀬歩）、秋月涼（三瓶由布子）、兜大吾（浦尾岳大）、九十九一希（徳武竜也）、葛之葉雨彦（笠間淳）、北村想楽（汐谷文康）、古論クリス（駒田航）
3. 1 2  伊集院北斗（神原大地）、桜庭薫（内田雄馬）、神楽麗（永野由祐）、鷹城恭二（梅原裕一郎）、蒼井享介（山谷祥生）、握野英雄（熊谷健太郎）、猫柳キリオ（山下大輝）、冬美旬（永塚拓馬）、榊夏来（渡辺紘）、黒野玄武（深町寿成）、東雲荘一郎（天﨑滉平）、岡村直央（矢野奨吾）、硲道夫（伊東健人）、山下次郎（中島ヨシキ）、九十九一希（徳武竜也）、葛之葉雨彦（笠間淳）、古論クリス（駒田航）
4. ↑  市ヶ谷リンタロウ（井上雄貴）、大崎イズモ（古畑恵介）、渋谷ヨウスケ（小松準弥）、辰巳マキ（徳武竜也）
5. ↑  握野英雄（熊谷健太郎）、木村龍（濱健人）、信玄誠司（増元拓也）
6. 1 2  岡村直央（矢野奨吾）、橘志狼（古畑恵介）、姫野かのん（村瀬歩）
7. ↑  麻布ノブアキ（岡延明）、市ヶ谷リンタロウ（井上雄貴）、大崎イズモ（古畑恵介）、霞サクヤ（荒一陽）、要タツヒコ（大海将一郎）、神谷トウマ（糸川耀士郎）、蔵前カズキ（寺下知輝）、護国寺ミカド（西野太盛）、駒込タイキ（熊谷大樹）、東雲ユウリ（市川太一）、渋谷ヨウスケ（小松準弥）、千川リツ（筆村栄心）、辰巳マキ（徳武竜也）、月島ヒジリ（菊地燎）、豊洲ダイスケ（仲島大輔）、永田イツキ（松岡一平）、中野タツヤ（飯塚達哉）、森下ショウゾウ（田村昇三）、両国ジュンペイ（馬場惇平）
8. 1 2  双木テラ（徳武竜也）、双木ギガ（深町寿成）
9. 1 2  天道輝（仲村宗悟）、桜庭薫（内田雄馬）、柏木翼（八代拓）
10. ↑  天ヶ瀬冬馬（寺島拓篤）、御手洗翔太（松岡禎丞）、伊集院北斗（神原大地）
11. ↑  鷹城恭二（梅原裕一郎）、ピエール（堀江瞬）、渡辺みのり（高塚智人）
12. ↑  伊瀬谷四季（野上翔）、秋山隼人（千葉翔也）、若里春名（白井悠介）、冬美旬（永塚拓馬）、榊夏来（渡辺紘）
13. ↑  神谷幸広（狩野翔）、東雲荘一郎（天﨑滉平）、アスラン＝ベルゼビュートII世（古川慎）、卯月巻緒（児玉卓也）、水嶋咲（小林大紀）
14. ↑  紅井朱雀（益山武明）、黒野玄武（深町寿成）
15. ↑  山谷祥生、土岐隼一、宮本悠丞、徳武竜也、菊池勇成、石井孝英
16. 1 2  山谷祥生、土岐隼一、徳武竜也、菊池勇成、石井孝英